# Сонный канал
Сонный канал — канал в пирамиде височной кости, в котором проходит внутренняя сонная артерия. Начинается с наружного сонного отверстия, располагающегося на нижней поверхности пирамиды височной кости. Канал сначала идёт вертикально, затем делая изгиб, направляется горизонтально вперёд и внутрь. Открывается во внутреннее отверстие сонного канала на верхушке пирамиды.

## Содержимое
Содержит внутреннюю сонную артерию и сонное сплетение.
Симпатические волокна к голове от верхнего шейного узла также проходят в сонном канале. Данные волокна выполняют следующие функции: поднимают веко, расширяют зрачок, иннервируют потовые железы лица и скальпа, сужают кровеносные сосуды головы.

## Дополнительные изображения
- Горизонтальный срез носовой и глазной полостей.
- Разрез правой височной кости.
- Сонный канал.